# Hesthaus
Hesthaus är en bergstopp i republiken Island. Den ligger i regionen Austurland, 400 km öster om huvudstaden Reykjavík. Toppen på Hesthaus är 713 meter över havet.
Närmaste större samhälle är Neskaupstaður, omkring 16 kilometer norr om Hesthaus.